# Ammonitina
Ammonitina obuhvata raznovrstan podred amonitskih glavonožaca koji su živeli tokom perioda jure i krede mezozojske ere. Oni su odlični indeksni fosili i često je moguće povezati sloj stene u kojem se nalaze sa određenim geološkim vremenskim periodima.

## External links
- Mediji vezani za članak Ammonitina na Vikimedijinoj ostavi